# Scaniahalvøya
Scaniahalvøya is een schiereiland op het eiland Nordaustlandet, dat deel uitmaakt van de Noorse eilandengroep Spitsbergen. Het schiereiland is onderdeel van het gebied Gustav Adolfland.
Het schiereiland wordt aan de noordzijde begrensd door de Wahlenbergfjorden en de baai Palanderbukta, in het zuiden en westen door de Straat Hinlopen.
Op het schiereiland liggen de ijskappen Glitnefonna en Vegafonna.
Het schiereiland is vernoemd naar de Zweedse provincie Skåne.